# Marumba sinensis
Marumba sinensis är en fjärilsart som beskrevs av Butler 1875. Marumba sinensis ingår i släktet Marumba och familjen svärmare. Inga underarter finns listade i Catalogue of Life.